# تئاتر دومینیون
تئاتر دومینیون (انگلیسی: Dominion Theatre) یک سالن نمایش در لندن، انگلستان است.
این سالن تئاتر که در خیابان تاتنهام کورت قرار دارد در سال ۱۹۲۹ میلادی تأسیس شده و جزئی از تئاتر وست اند محسوب می‌شود. تئاتر دومینیون دارای ۲٬۱۶۳ نفر ظرفیت می‌باشد.